# Aérospatiale Alouette III

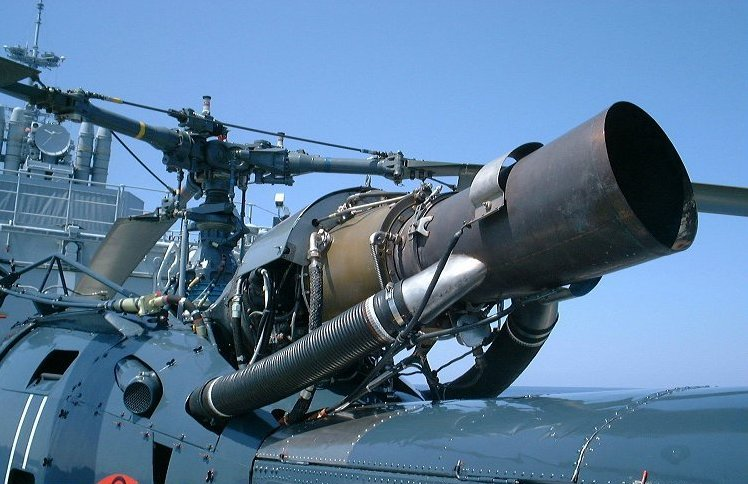
De motor van de Alouette III is niet afgeschermd.

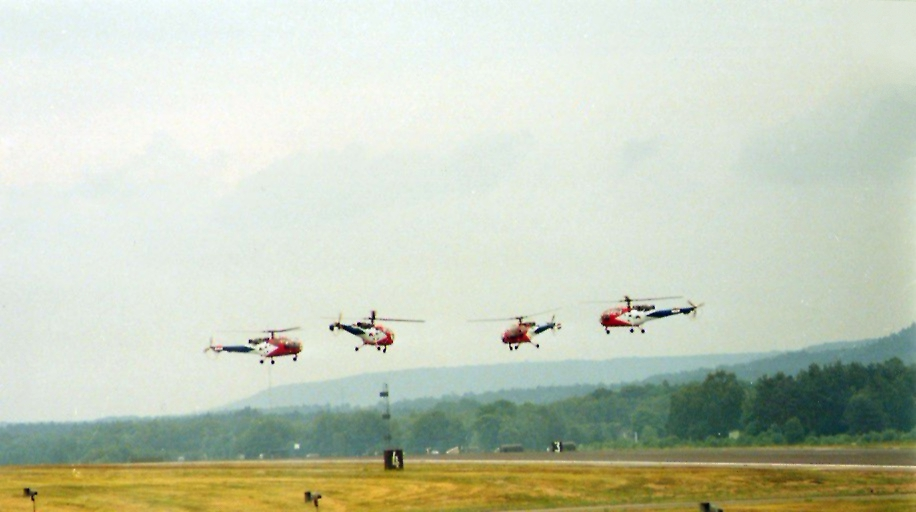
Het demoteam Grasshoppers tijdens een vliegshow (1984)

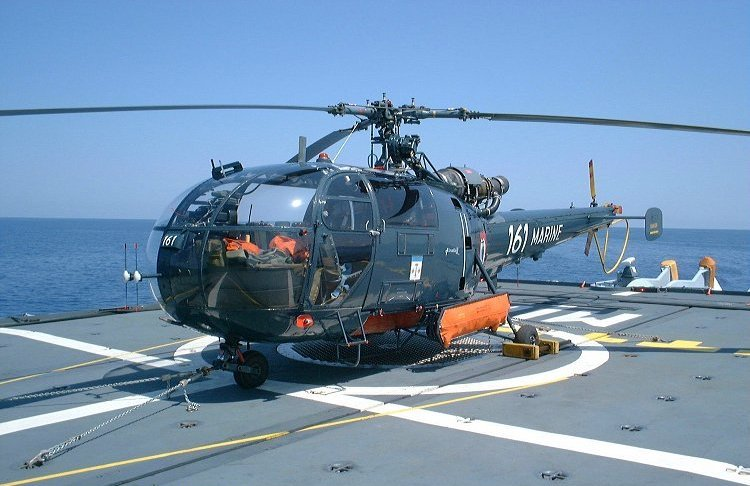
Alouette III van de Franse marine (2002).

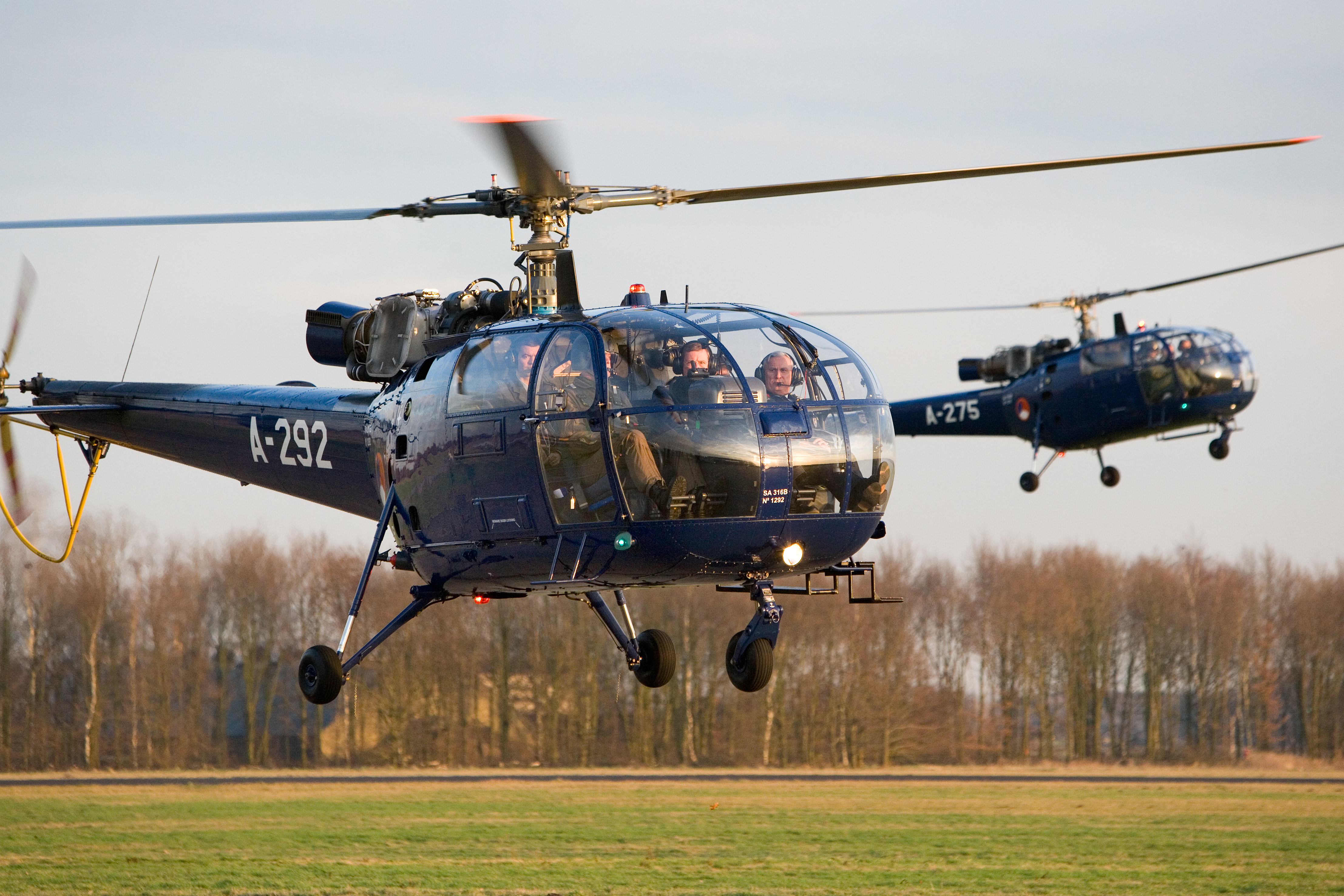
Twee Nederlandse Alouettes

De Alouette III is een lichte eenmotorige helikopter, oorspronkelijk geproduceerd door de Franse firma Sud-Aviation, (later Aérospatiale en nu Airbus Helicopters). De naam Alouette is Frans voor leeuwerik.

## Kenmerken
De Alouette III is voorzien van een 3-bladige hoofdrotor met een diameter van 11 meter. De romp heeft op het eind een klein stabilo met afgeronde kielvlakjes. De staartdrager zonder knik is rechts achter voorzien van een staartrotor en een grote beschermbeugel.
Een van de kenmerken van het toestel is het karakteristieke metalige geluid dat hij tijdens de vlucht produceert.
Een ander kenmerk van de Alouette III is de in de romp overlopende ovaalvormige glazen cockpit. Deze constructie maakt de Alouette III een helikopter met een zeer goed uitzicht.
De helikopter heeft een niet-intrekbaar landingsgestel bestaande uit stalen beugels aan weerszijden van de romp, waaraan twee wielen zijn bevestigd en een wendbaar neuswiel.
Met de Alouette III is – vanwege het gebrek aan een zogeheten "stabilisatie-platform" en vanwege het naar huidige maatstaven beperkte instrumentarium – vliegen op instrumenten (IFR) niet toegestaan; daarom mag in Nederland alleen overdag worden gevlogen bij minimaal zicht van meer dan 800 meter en een wolkenbasis van ten minste 50 meter. Sinds het einde van de inzet als "tactische helikopter" in 1996, wordt ook 's nachts niet meer gevlogen met dit toestel.
Dit veelzijdige, oerbetrouwbare toestel wordt wereldwijd nog steeds gebruikt voor militaire en civiele doeleinden, mede door de relatief eenvoudige, onderhoudsarme en robuuste constructie, die operaties in voor helikopters onherbergzame omgevingen zoals woestijnen en hooggebergte mogelijk maken. In de Alpenlanden wordt hij ook nu nog gebruikt als reddingshelikopter.

## Geschiedenis
De Alouette III is voortgekomen uit de Alouette II. Het prototype van de Alouette III was de SA-3160, die in februari 1959 voor het eerst vloog.
De SA-316A werd het eerste productiemodel, tot hij in 1969 werd vervangen door de SA-316B.
De SA-316B had een sterkere transmissie en een hoger maximum startgewicht, maar had nog steeds dezelfde Turboméca Artouste asturbinemotor met een vermogen van 404 kW of 550 pk, die al in het prototype werd gebruikt. Deze motor behield zijn volledige vermogen tot een vlieghoogte van 5000 meter.
In 1968 kwam de Alouette III SA-319B in productie, die was uitgerust met een andere motor, de Astazou XIV, die minder brandstof verbruikte en een vermogen van 484.9 kW of 660 pk had.
De Alouette III is de succesvolste van de Alouettehelikopterfamilie. De productie van de Alouette III eindigde in 1979, na een totale productie van 1480 stuks; hierbij zijn de bijna 500 onder licentie geproduceerde toestellen in India en Roemenië niet inbegrepen.

## De Alouette III bij de Nederlandse krijgsmacht
Tussen 1962 en 1969 werden 77 helikopters van het type Alouette III SE3160/SA-316 geleverd aan de Koninklijke Landmacht. Hiervan werden er 27 geassembleerd door de N.V. Lichtwerk in Hoogeveen. Deze helikopter verving de verouderde Hiller H-23B. Alle Nederlandse Alouettes waren aanvankelijk egaal donkergroen geschilderd, maar vanaf 1982 werd een zwart-groen camouflageschema ingevoerd.

### Groep Lichte Vliegtuigen
De Alouette III helikopters waren aangeschaft door de Koninklijke Landmacht; personeel en faciliteiten (infrastructuur, onderhoudspersoneel, vliegers) werden echter door de Koninklijke Luchtmacht geleverd. Dit geheel werd begin jaren zestig van 20e eeuw samengebracht in de Groep Lichte Vliegtuigen (GPLV).
De GPLV opereerde eerst met vliegtuigen Taylorcraft Auster, Piper PA-18 Super Cub, De Havilland Canada DHC-2 Beaver en helikopters Hiller H-23 en Sud Aviation Alouette II. Deze toestellen werden vervangen door de Alouette III. De GPLV verzorgde de luchtwaarnemingen voor artillerie-eenheden van de landmacht. De bemanning bestond uit een vlieger van de luchtmacht en een waarnemer van de landmacht. Tevens werden verbindings- en transporttaken uitgevoerd. Later vloog de groep ook met Bölkow Bo-105 helikopters.
De helikopters waren gestationeerd op de Vliegbasis Deelen bij het 299 en 300 Squadron en op de Vliegbasis Soesterberg bij het 298 Squadron.
Hoewel al sinds 1986 gepland was het toestel op korte termijn in Nederland uit te faseren, bleek na de invoering van geavanceerde helikopters in 1995 dat er dusdanig veel taken voor de eenvoudige, maar betrouwbare helikopter waren, dat de algehele uitfasering alsnog niet plaatsvond. Wel werd het aantal helikopters in actieve dienst gereduceerd van 77 naar vier stuks, die als hoofdtaak VIP-transport, foto- en filmopnamen ten behoeve van Defensie, en het calibreren van grondapparatuur kregen. Een aanzienlijk deel van de vlieguren werd gevlogen in het kader van opleidingen en selectie van bemanningsleden voor andere helikoptertypen en algehele ondersteuning van het Defensie Helikopter Commando. In 2005 haalde een Alouette III met Koningin Beatrix aan boord het nieuws, toen overdag, vliegend over Noord-Brabant, de weersomstandigheden ongepland onder de minima zakten. Daarom besloot de vlieger een voorzorgslanding te maken bij het Mercure hotel in Rosmalen waarna de vorstin haar reis met de auto voortzette.
De vier overgebleven toestellen werden donkerblauw geschilderd en kregen, vergeleken met de initiële versie, de SE3160, o.a. een speciaal versterkte transmissie en een aangepaste "rotor head", die een maximum startgewicht van 2200 kg in plaats van de standaard 2100 kg mogelijk maakt. De vier toestellen vormden als de Royal Flight/VIP Flight een van de transportmogelijkheden van het Koninklijk Huis, de ministers en andere hoogwaardigheidsbekleders.
Na 51 jaar heeft de Koninklijke Luchtmacht afscheid genomen van de Alouette III-helikopter. Op 1 januari 2016 zijn deze laatste vier toestellen van de Koninklijke Luchtmacht officieel buiten dienst gesteld.

### Search and Rescue

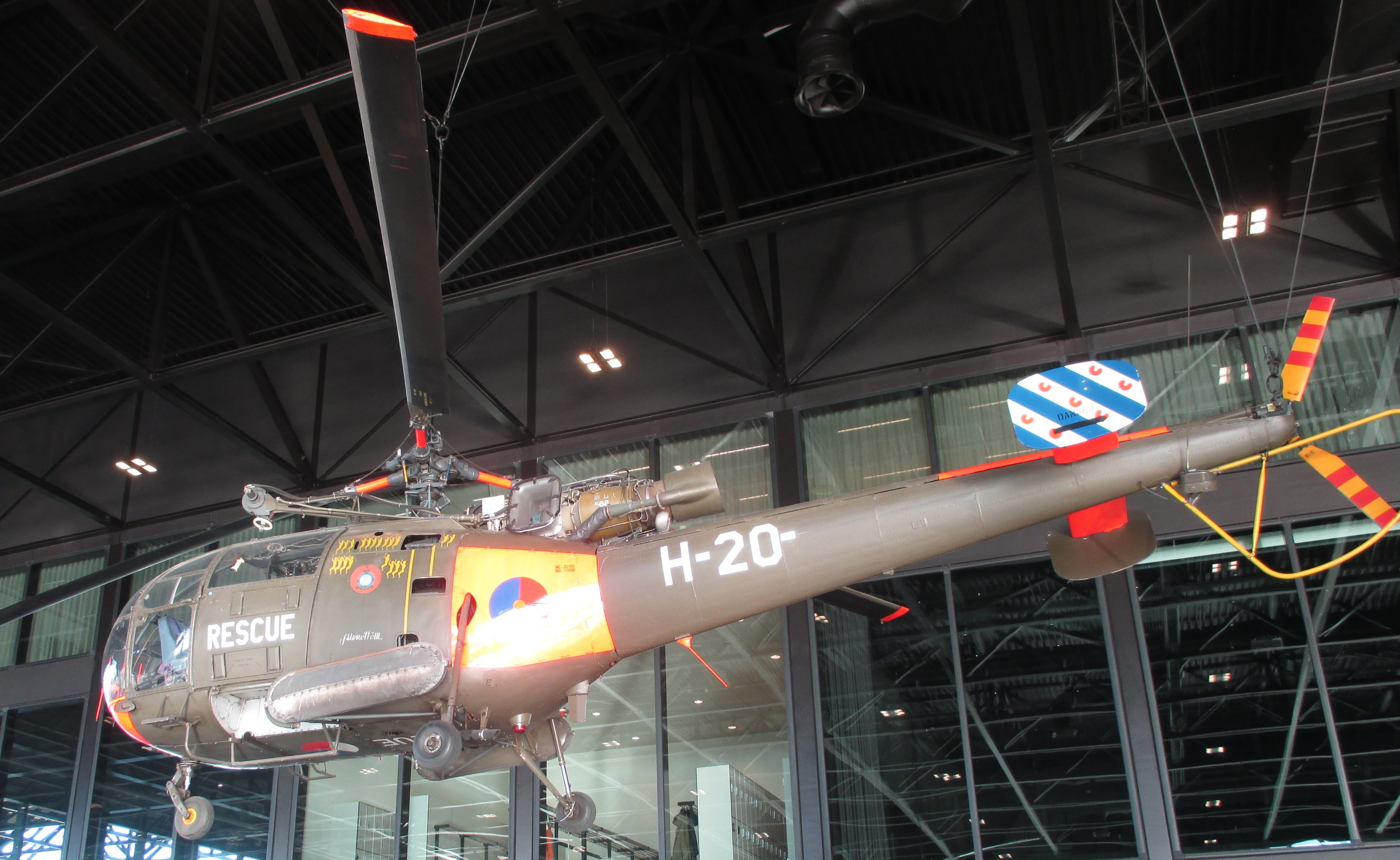
Alouette III SAR Helicopter, Nationaal Militair Museum, Soesterberg

In 1959 ontving de Koninklijke Luchtmacht acht Alouette II helikopters (H-1 t/m H-8) uitgerust met lier die werden ingedeeld als ‘SAR vlucht’ of ‘Search And Rescue/Tactical Air Rescue-detachement’ bij 298 Squadron op Ypenburg, met dependances op Vliegbasis Leeuwarden en op de Waddeneilanden.:p395 Later werden de heli’s in een aparte eenheid ondergebracht: het 303 Search and Rescue Squadron.
In 1963 werden de Alouette II’s bij het squadron vervangen door vijf Alouette III's.:p160,161,395
Deze vijf Alouette III Search and Rescue helikopters waren eigendom van de Koninklijke Luchtmacht in tegenstelling tot de overige toestellen die eigendom van de landmacht waren. De SAR-Alouette III's kregen opblaasbare drijvers onder de skids en aan de romp en een lier om drenkelingen uit zee te takelen. De groene beschildering werd aangevuld met een reflecterende signaalkleur op de neus, de achterzijde van de romp en de verticale staartvlakken en de letters 'RESCUE' in witte letters.
De SAR helikopters opereerden vanaf de Vliegbasis Leeuwarden en Terschelling, waar ze klaarstonden om eventueel in zee gestorte vliegers op te vissen. Dit gebeurde door de jaren heen geregeld omdat op Terschelling vroeger het luchtmacht oefenterrein Jackpot Range (Noordsvaarder) lag en op Vlieland de Cornfield Range (Vliehors). Ook bevinden zich boven de Noordzee, noordelijk van de Waddeneilanden, de Temporary Reserved Airspaces (TRA’s) waar luchtgevechten tussen NAVO gevechtsvliegtuigen worden getraind. Bij militair vliegverkeer was een SAR-Alouette vaak continu in de lucht.
SAR Alouettes werden regelmatig gebruikt om patiënten van de Waddeneilanden snel naar een ziekenhuis op het vasteland te transporteren. De SAR-Alouettes waren voorzien van een marifoon, waarmee radiocontact kon worden gemaakt met schepen. In de strenge winter van 1979 verzorgden SAR-Alouette III's en andere Alouettes III's van Vliegbasis Soesterberg het (personen)vervoer van en naar de Waddeneilanden, omdat door zware ijsgang op de Waddenzee er geen scheepvaart meer mogelijk was.
In 1994 werd de SAR-taak overgenomen door drie Agusta Bell 412 SP helikopters, een gemoderniseerde en aangepaste versie van de bekende Bell UH-1 Huey, die opereerden vanaf vliegbasis Leeuwarden.

### Grasshoppers
Onder de naam Grasshoppers (sprinkhanen) zette het 299 Squadron van de Koninklijke Luchtmacht tijdens een luchtvaartevenement vier wit-zwart gestreepte Alouettes in, voor een vliegdemonstratie. Herhaaldelijk werd verzocht dit optreden te herhalen, bij andere luchtvaartevenementen/jubilea, en vervolgens werd vrij snel een formeel, permanent demonstratieteam opgericht, dit keer ondergebracht als vlucht 4 bij het 300 (les) Squadron. De toestellen werden uitgevoerd in een rood-wit-blauw kleurenschema en bouwden binnen enkele jaren een uitmuntende reputatie op. In het zomerseizoen werden de vliegkunsten in heel Europa vertoond, de (jaarlijks van samenstelling wisselende) bemanningen wonnen talloze, prestigieuze prijzen en inspireerden diverse (buitenlandse) krijgsmachtdelen tot het eveneens oprichten van een helikopterdemonstratieteam. In de hoogtijdagen moesten zelfs formele uitnodigingen door onder andere de VS en Australië om logistieke en budgettaire redenen afgewezen worden. Buiten het seizoen om vlogen de helikopters (en de bemanningen) de gewone opdrachten en opleidingsvluchten voor Defensie. Een keer hebben de Grasshoppers te maken gehad met een vliegongeval tijdens een trainingsvlucht boven de Ginkelse Heide, waarbij de rotorbladen van twee helikopters elkaar raakten en enkele vliegers (licht-)gewond raakten. Op 1 oktober 1990 verongelukte een vlieger dodelijk bij Oud-Reemst (Planken Wambuis op de Veluwe) met een Grasshopper helikopter doordat de staartboom afbrak tijdens een routine vlucht. Oorzaak was een constructiefout door het gebruik van verkeerd materiaal en vervolgens scheurgroei door metaalmoeheid aan één van de drie ophangpunten bij een jaren eerder toegepaste modificatie ter versteviging van dat ophangpunt. Nadat het besluit tot uitfasering gevallen was, in het begin van de jaren negentig, werd het unieke team opgeheven.

### Sluipvliegen
De Alouette III was onbewapend, ongepantserd en had geen geavanceerde apparatuur als infrarood-waarnemingsapparatuur of een radar aan boord. Om in een gevechtssituatie te kunnen overleven, werd daarom het 'sluipvliegen' beoefend. Dit hield in dat heel laag en behoedzaam werd gevlogen of stilgehangen boven het veld, waarbij werd gezorgd dat er altijd een huis, heuvel, bos of ander obstakel tussen de vijand en de helikopter aanwezig was. Deze manier van vliegen werd geleerd en geoefend vanaf de basis Fassberg in voormalig West-Duitsland.